# アルカラ・デ・グアダイラ
アルカラ・デ・グアダイラ（Alcalá de Guadaíra）は、スペイン・アンダルシア州セビリア県のムニシピオ（基礎自治体）。県都セビリアから約15km離れており、グアダイーラ川沿いの都市の一部は、人口統計に反映されない浮動人口を持つベッドタウンである。

## 歴史

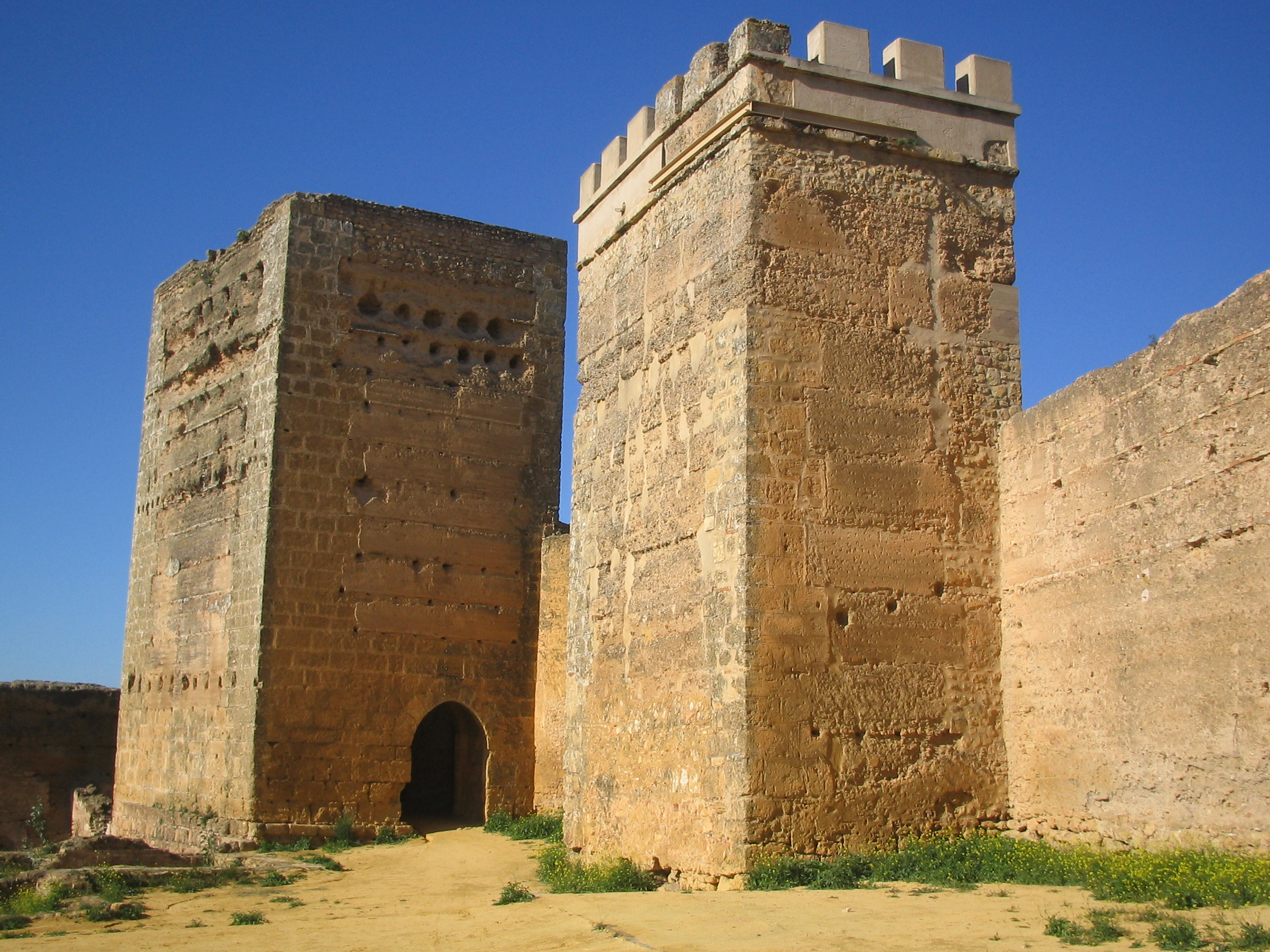
アラブ支配時代の要塞跡

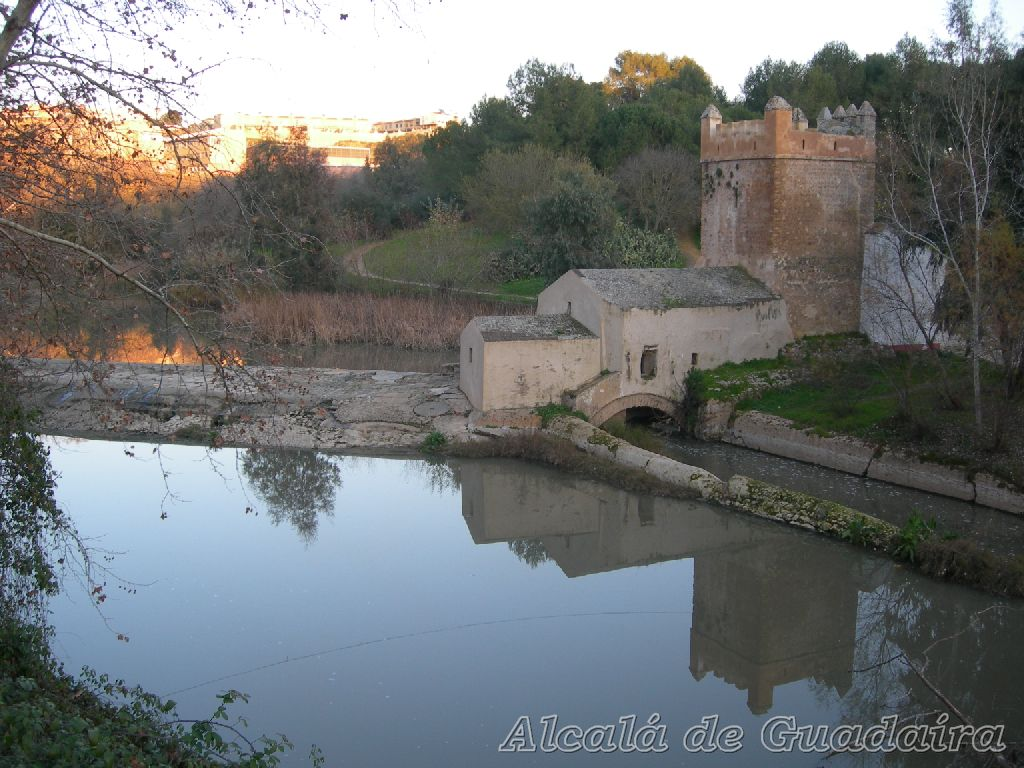
グアダイーラ河岸にある古い製粉所

銅器時代から、川の近くに定住地があった。現在は無人であるガンドゥル地区には、ドルメンがあった。
この時代以降、人口が減少し、防御壁で囲まれた中に人が暮らすようになった。人々は農業や畜産で暮らしを立てていた。
紀元前2世紀頃、ギリシャ植民地ヒスパリスに近接したこの地はローマ文化が急速に浸透し、ラテン語、通貨、ローマ法がもたらされた。西ゴート王国時代に数箇所の墓がつくられたが、彼らがイベリア半島南部の定住に失敗したため記録が十分でなく詳細は不明である。グアダレーテ河岸の戦いで西ゴート王ロデリックがイスラム軍に大敗した後、王国は崩壊した。急速にアラブ人支配が及んだこの時代、セビリアは短期間だがイスラムの州都であった。アルカラ・デ・グアダイラの名はアラビア語のQall'at Yâbirから派生している。グアダイラとはアラビア語で『怒りの川』を意味するWadi Ayraからきている。

## 人口
| アルカラ・デ・グアダイーラの人口推移 1900－2010         |
|                                                         |
| 出典:INE（スペイン国立統計局）1900年 - 1991年、1996年 - |

## 経済
アルカラ・デ・グアダイラ地域でのかつての主産業は、パンの製造であった。コムギや穀物が生産される農業地帯だったためである。アラブ人支配時代からグアダイーラ川沿いには製粉所が立ち並び、コムギを挽いていた。そして、近くの森林から調達される材木を燃料にして窯でパンが焼かれた。このパンは家畜によってセビリアへ運搬され、売り子が街頭で売りさばいた。セビリア＝アルカラ・デ・グアダイラ間の鉄道が開通したときは（現在は廃止）、パン運搬用家畜の貨車がもうけられていた。パン製造は重要な産業で、良い品質のアルカラのパンを称して『アルカラ・デ・ロス・パナデーロス』（Alcalá de los panaderos、パン屋のアルカラ）と呼ばれていた。しかし、近年は大量販売できる地元のパン店との競合そして特に冷凍パンの登場で、伝統的なパン窯が閉じられてしまった。
現在のアルカラ・デ・グアダイラは、2500社がひしめく高度に工業化された都市である。アルカラ住民のみならず、近郊都市ドス・エルマーナス、セビリア、アルコルからも労働者が雇用されている。

## 交通
- 道路 - A92
- 鉄道 - アルカラ・デ・グアルダイラ トラム。セビーリャ メトロ1号線と接続。